# Фея Балабина
Фея Балабина (на руски: Фе́я Ива́новна Бала́бина (1910 – 1982) е бележита руска съветска балерина, балетмайстор и педагог, прима на Мариински театър.

## Активна кариера

### Преподавателски опит
През 1958 – 1959 и 1960 – 1961 е учителка в Софийската опера; през 1975 г. – преподавател и хореограф на Софийската народна опера. На софийската сцена Балабина поставя балета „В борбата за освобождение“ от А. Райчев (по собствен сценарий), концертната програма, пренася балета „Спящата красавица“ на сцената на този театър.